# Protociencia

Una representación del taller de un alquimista. La alquimia a menudo se considera una versión embrionaria de la química.

En la filosofía de la ciencia, la protociencia es un campo de investigación que tiene las características de una ciencia no desarrollada que puede acabar convirtiéndose en una ciencia establecida. Los filósofos utilizan la protociencia para comprender la historia de la ciencia y distinguir la protociencia de la ciencia y la pseudociencia. Las raíces de las palabras proto- + ciencia indican primera ciencia.

## Historia
La protociencia como campo de investigación con las características de una ciencia no desarrollada apareció a principios del siglo XX.: 94 : 41  En 1910, Jones describió la economía:
Confieso una predilección personal por algún término como protociencia, preciencia o nasciencia, para dar expresión a lo que concibo como el verdadero estado de las cosas, que considero que es éste, que la economía y temas afines no son ciencias, pero están en camino de convertirse en ciencias.
Thomas Kuhn proporcionó posteriormente una descripción más precisa, la protociencia como un campo que genera conclusiones comprobables, se enfrenta a «críticas incesantes y se esfuerza continuamente por volver a empezar», pero que en la actualidad, al igual que el arte y la filosofía, parece no haber progresado de forma similar al progreso observado en las ciencias establecidas. Aplica la protociencia a los campos de la filosofía natural, la medicina y la artesanía en el pasado que finalmente se convirtieron en ciencias establecidas.: 244  Los filósofos desarrollaron posteriormente criterios más precisos para identificar la protociencia utilizando el concepto de campo cognitivo.: 202–203 : 89–90 

## Marco conceptual
Los filósofos definen la protociencia como un campo científico no desarrollado, entendiendo por no desarrollado un campo científico incompleto o aproximado. Mario Bunge definió una protociencia como un campo de investigación que satisface aproximadamente un conjunto similar de las 12 condiciones de la ciencia.: 202–03  Una protosciencia que está evolucionando para satisfacer finalmente las 12 condiciones es una ciencia emergente o en desarrollo.: 203  Bunge afirma: «La diferencia entre la protosciencia y la pseudociencia es paralela a la que existe entre el error y el engaño».: 203  Una protosciencia puede no sobrevivir o evolucionar a una ciencia o pseudociencia.: 253  Kuhn se mostró escéptico acerca de cualquier remedio que pudiera transformar de forma fiable una protosciencia en una ciencia afirmando: «No pretendo ninguna terapia para ayudar a la transformación de una protociencia en una ciencia, ni supongo que se pueda tener nada de este tipo».
Raimo Tuomela definió una protosciencia como un campo de investigación que satisface 9 de las 12 condiciones de la ciencia; una protosciencia no satisface las condiciones actualizadas de las herramientas lógicas/matemáticas, los conocimientos previos específicos de campos vecinos y el conocimiento acumulado (v, vii, ix), y hay razones para creer que la protosciencia satisfará finalmente las 12 condiciones.: 92  Tanto las protosciencias como los campos de creencias son campos no científicos, pero sólo una protosciencia puede convertirse en un campo científico.: 92  Tuomela subraya que el concepto de campo cognitivo se refiere a "tipos ideales" y puede haber algunas personas dentro de un campo de ciencia con «actitudes, pensamiento y acciones» no científicas; por lo tanto, puede ser mejor aplicar científico y no científico a «actitudes, pensamiento y acciones» que directamente a campos cognitivos.: 92 

## Etapas de desarrollo de la ciencia
Bunge afirmó que la protociencia puede ocurrir como la segunda etapa de un proceso de cinco etapas en el desarrollo de la ciencia.: 160  Cada etapa tiene un aspecto teórico y empírico:: 160 
- La preciencia tiene teoría especulativa sin control y datos sin control.
- La protociencia tiene hipótesis sin teoría acompañadas de observación y mediciones ocasionales, pero sin experimentos.
- La Deuterociencia tiene hipótesis formuladas matemáticamente sin teoría acompañadas de medición sistemática, y experimento sobre rasgos perceptibles de objetos perceptibles.
- La Tritosciencia tiene modelos matemáticos acompañados de mediciones sistemáticas y experimentos sobre rasgos perceptibles e imperceptibles de objetos perceptibles e imperceptibles.
- La tetartosciencia tiene modelos matemáticos y teorías completas acompañadas de mediciones sistemáticas precisas y experimentos sobre rasgos perceptibles e imperceptibles de objetos perceptibles e imperceptibles.

## Ejemplos
La protociencia astronómica antigua se plasmó en imágenes y registros astronómicos inscritos en piedras, huesos y paredes de cuevas.
La alquimia y la parapsicología fueron protociencias antes de ser catalogadas ya como pseudociencias.
Luigi Ferdinando Marsigli (1658-1730) contribuyó a la protociencia oceanográfica, describiendo las corrientes oceánicas del Bósforo y la oceanografía física, y Benjamin Franklin contribuyó identificando las corrientes de la corriente del Golfo.
Los filósofos consideran la física anterior a Galileo y Huygens, la química anterior a Lavoisier, la medicina anterior a Virchow y Bernard, la electricidad anterior a mediados del siglo XVIII y el estudio de la herencia y la filogenia anterior a mediados del siglo XIX como protociencias que acabaron convirtiéndose en ciencia establecida.: 253 : 244 
Antes de 1905, los principales científicos, Ostwald y Mach, consideraban la teoría atómica y molecular-cinética como una protociencia, una teoría apoyada indirectamente por la química y la termodinámica estadística; sin embargo, la teoría del movimiento browniano de Einstein y la verificación experimental de Perrin condujeron a la aceptación generalizada de la teoría atómica y molecular-cinética como ciencia establecida.: 253 
La etapa inicial de la tectónica de placas, que comenzó con la teoría de la deriva continental de Wegener, fue una protociencia hasta que la investigación experimental confirmó la teoría muchos años después.: 100  El rechazo generalizado inicial de la teoría de Wegener es un ejemplo de la importancia de no descartar una protociencia.: 100 : 7 
Protociencias actuales son, por ejemplo, las que están relacionadas con la investigación de vida extraterrestre, como la astrobiología y la exoarqueología.